# Opatkowice (województwo lubelskie)
Opatkowice – wieś w Polsce położona w województwie lubelskim, w powiecie puławskim, w gminie Puławy.
Wieś duchowna, położona była w drugiej połowie XVI wieku w powiecie radomskim województwa sandomierskiego. 
W latach 1975–1998 miejscowość położona była w województwie lubelskim.
Wieś stanowi sołectwo gminy Puławy. Według Narodowego Spisu Powszechnego z roku 2011 wieś liczyła 450 mieszkańców.
W 1905 w Opatkowicach urodził się Bolesław Kiełbasa (zm. 1976) – działacz społeczny, ekonomista, porucznik Wojska Polskiego ps. „Gniewosz”.
Wierni kościoła rzymskokatolickiego należą do parafii Najświętszej Maryi Panny Królowej Różańca Świętego w Wysokim Kole.